# Império do Espírito de Santo de Santo António
O Império do Espírito de Santo de Santo António é um Império do Espírito Santo português que se situa na localidade de Vitória, concelho de Santa Cruz da Graciosa, ilha Graciosa, arquipélago dos Açores.
Este império tem como data de construção o ano de 1914.